# Strada consortile
La strada consortile è una via di comunicazione costruita da enti privati, con eventuale partecipazione pubblica, allo scopo di migliorare la dotazione di infrastrutture di servizio per una determinata area di rilevante importanza economica.
Le strade consortili sono generalmente strade private soggette o meno ad uso pubblico che costituiscono la viabilità interna e quella di collegamento esterno delle aree industriali. Sono perciò importanti vie di comunicazione spesso predisposte per sostenere un elevato volume di traffico, comprendendo anche il traffico pesante.
Altre strade consortili, di minore importanza per il volume di traffico, sono costruite dai Consorzi di bonifica come infrastrutture di servizio per la manutenzione di opere idrauliche di bonifica o di irrigazione o come strade vicinali per il collegamento dei fondi rustici alle strade comunali.